# 2015年塔吉克斯坦地震
2015年12月7日世界標準時間07:50發生地震矩規模7.2的地震，震央位於穆爾加布以西104公里處，深度22.0公里。此次地震也在鄰近的中國新疆、印度、阿富汗、巴基斯坦和吉爾吉斯有感。

## 各地地震強度[4][5]
- 4級： 巴基斯坦伊斯蘭馬巴德、 印度新德里、 中国喀什
- 3級： 塔什干、 比斯凱克
- 2級： 杜尚貝、 阿富汗喀布爾、 阿拉木圖。

## 影響
此次地震造成一名卡車司機和一名警察死亡，數十人受傷，500戶損毀。
該震央距離1911年薩雷茲地震的震央約5.0公里，當時於巴爾坦格河形成了Usoi天然壩。